# کالای خصوصی

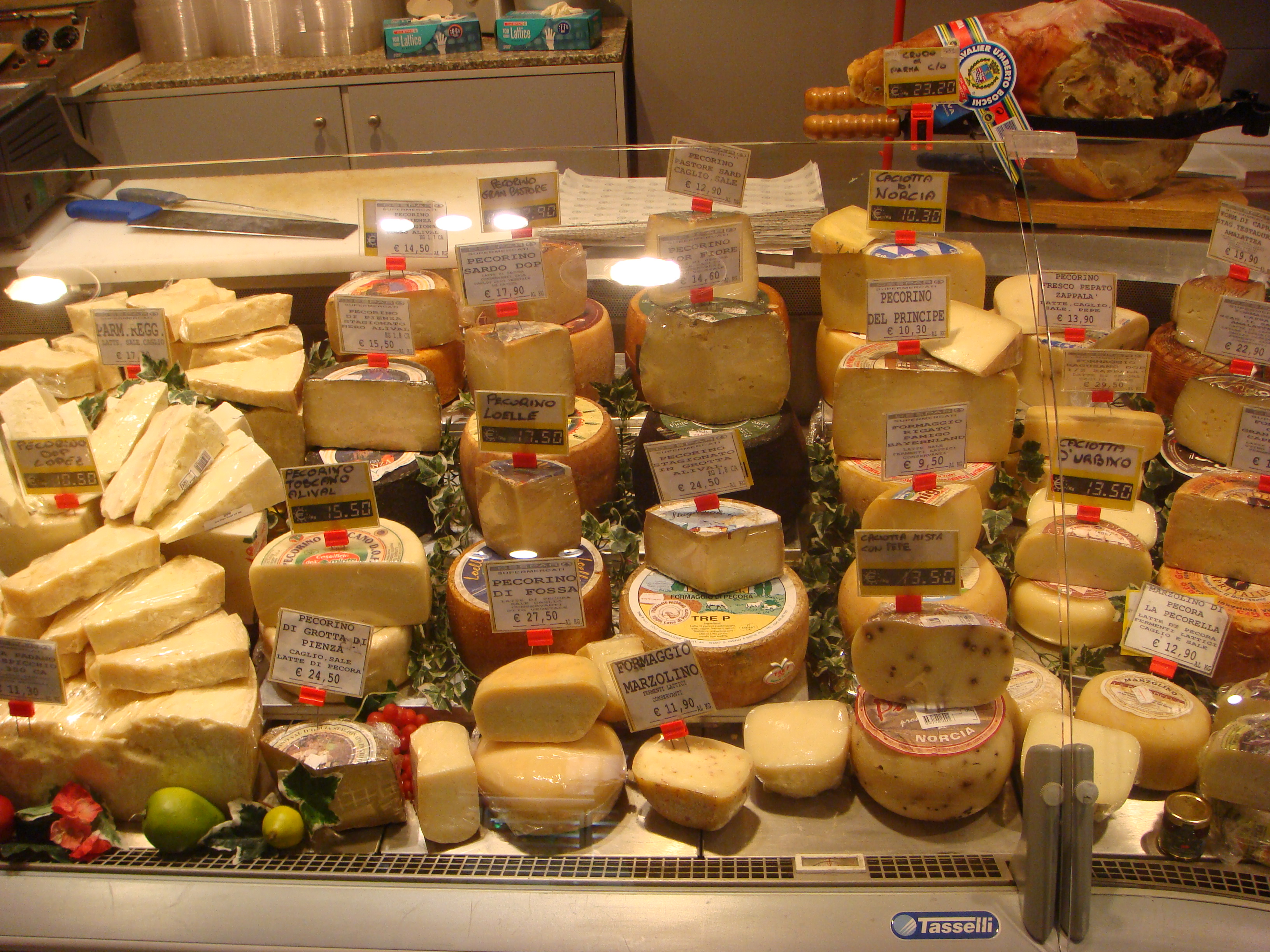
این پنیرها نوعی کالای خصوصی هستند. دلایل خصوصی بودن آن‌ها به شرح ذیل است: ۱-هر تکه پنیر را فقط می‌توان یک بار مصرف کرد. ۲-ممکن است فروشگاه یا فروشنده از مصرف پنیر توسط شخصی، مانند شخصی غیر مشتری که قیمت آن کالا را پرداخت نمی‌کند، به دلیل مالکیت خصوصی آن کالا جلوگیری کند.

کالای خصوصی (به انگلیسی:private good) در علم اقتصاد به عنوان «اقلامی تعریف می‌شود که منافع مثبتی برای مردم به همراه دارد». صاحبان یک کالای خصوصی می‌توانند از حقوق مالکیت خصوصی خود استفاده کنند و کسانی را که برای آن هزینه‌ای پرداخت نکرده‌اند را از استفاده یا مصرف منافع آن کالا باز بدارند. مصرف یک کالای خصوصی لزوماً مانع مصرف دیگر کالای خصوصی می‌شود. یک کالای خصوصی در نظر گرفته شده به عنوان یک منبع اقتصادی کمیاب، می‌تواند باعث ایجاد رقابت برای آن کالا شود. منحنی تقاضای بازار برای یک کالای خصوصی، جمع افقی منحنی‌های تقاضای فردی است.
برخلاف کالاهای عمومی، مانند هوای پاک یا دفاع ملی، کالاهای خصوصی کمتر با معضل مفت‌سواری که در آن فرد از یک کالای عمومی بدون مشارکت در آن بهره می‌برد روبرو می‌شوند. با فرض اینکه یک کالای خصوصی توسط همه ارزش مثبت دارد، کارایی به دست آوردن کالا به دلیل رقابت آن دچار مانع می‌شود؛ یعنی مصرف همزمان یک کالای خصوصی از نظر نظری غیرممکن است. امکان‌پذیری به دست آوردن کالای خصوصی دشوار می‌شود، به این معنی که مردم باید برای بهره‌مندی از مزایای آن هزینه بپردازند.
یکی از رایج‌ترین روش‌های نگاه به کالا در اقتصاد، بررسی سطح رقابت در دستیابی به کالای معین و امکان حذف مصرف آن است. برای مثال، نمی‌توان دیگری را از لذت بردن از منظره زیبا در یک پارک عمومی یا هوای پاک بازداشت. بنابراین رقابت و انحصار از مشخصات اصلی یک کالای خصوصی است.

## نمونه و مثالی از کالای خصوصی
نمونه ای از کالای خصوصی نان است: نانی که توسط یک شخص خورده می‌شود نمی‌تواند توسط دیگری مصرف شود (رقابت)، و برای نانوا آسان است که از معامله یک نان خودداری کند (انحصار).
برای نشان دادن ویژگی جمع افقی، فرض کنید فقط دو نفر در این اقتصاد فرضی وجود دارند و اینکه:
- شخص الف: ۰ قرص نان به قیمت ۴ دلار، ۱ قرص نان به قیمت ۳ دلار، ۲ قرص نان با قیمت ۲ دلار، و ۳ قرص نان با قیمت ۱ دلار خریداری می‌کند.
- شخص ب: ۰ قرص نان به قیمت ۶ دلار، ۱ قرص نان به قیمت ۵ دلار، ۲ قرص نان به قیمت ۴ دلار، ۳ قرص نان به قیمت ۳ دلار، ۴ قرص نان با قیمت ۲ دلار، و ۵ قرص نان با قیمت ۱ دلار خریداری می‌کند.

در نتیجه، منحنی تقاضای بازار جدید را می‌توان با نتایج زیر به دست آورد:
| قیمت هر قرص نان | قرص نان | قرص نان | قرص نان |
| --------------- | ------- | ------- | ------- |
|                 | شخص A   | شخص B   | جمع     |
| ۶ دلار          | ۰       | ۰       | ۰       |
| ۵ دلار          | ۰       | ۱       | ۱       |
| ۴ دلار          | ۰       | ۲       | ۲       |
| ۳ دلار          | ۱       | ۳       | ۴       |
| ۲ دلار          | ۲       | ۴       | ۶       |
| ۱ دلار          | ۳       | ۵       | ۸       |